# المنصف السليتي
المنصف السليتي ولد في 1956 في سليانة في تونس. هو مهندس وسياسي تونسي، وينتمي إلي حركة النهضة. يشغل منصب وزير التجهيز والإسكان والتهيئة الترابية منذ 27 فيبراير 2020 وذلك في حكومة إلياس الفخفاخ. قبل أن تتم إقالته في 15 جويلية من نفس السنة بعد قرار إنتقامي من رئيس الحكومة الذي قررت حركة النهضة سحب الثقة منه

## السيرة الذاتية
ولد السليتي بسليانة ويبلغ من العمر 64 عاماً، وهو عضو في المكتب السياسي لحركة النهضة. شغل منصب مدير ديوان لدى وزير التجهيز محمد سلمان في حكومة الترويكا.
عمل السليتي خلال بداية مسيرته المهنية في وزارة التجهيز، قبل أن يضطر إلى مغادرة تونس نحو فرنسا سنة 1999 بسبب توجهاته السياسية وانتمائه لحركة النهضة. تولى أثناء فترة إقامته في فرنسا منصب مدير عام لشركة MWA، قبل أن يقرر العودة إلى تونس سنة 2009. بعد الثورة 14 جانفي 2011، تمتع السليتي بالعفو التشريعي العام، ليلتحق فيما بعد بفريق عمل الوزير محمد سلمان. بعد مغادرته للوزارة، تولى السليتي كذلك منصب رئيس مدير عام شركة الدراسات والنهوض بتونس الجنوبية، قبل أن يتقاعد سنة 2016.

## مقالات ذات صلة
- حركة النهضة (تونس)